# Oreta olivacea
Oreta olivacea är en fjärilsart som beskrevs av B.C.S Warren 1923. Oreta olivacea ingår i släktet Oreta och familjen sikelvingar. Inga underarter finns listade i Catalogue of Life.